# Villalbilla
Villalbilla és un municipi de la comunitat autònoma de Madrid. Limita al nord amb Alcalá de Henares i Anchuelo i al sud amb Corpa, Valverde de Alcalá i Torres de la Alameda.

## Població
| 1900 | 1920 | 1930 | 1940 | 1950 | 1960 | 1970 | 1981 | 1986  | 1991  | 2000  | 2005  | 2007  |
| ---- | ---- | ---- | ---- | ---- | ---- | ---- | ---- | ----- | ----- | ----- | ----- | ----- |
| 554  | 595  | 669  | 608  | 681  | 703  | 869  | 994  | 1.445 | 1.860 | 4.156 | 7.546 | 8.109 |